# Callospermophilus
Callospermophilus Merriam, 1897 è un genere di scoiattoli di terra che raggruppa tre specie originarie del Nordamerica.

## Descrizione
Le specie ascritte a questo genere sono scoiattoli di terra di dimensioni medio-piccole, con una lunghezza testa-tronco di circa 20,6-31,2 centimetri. La coda misura 5,2-11,6 centimetri: la sua lunghezza di solito corrisponde al 37-55% di quella del corpo; è breve e sottile, a volte leggermente cespugliosa. Le orecchie sono relativamente grandi, misurando 15-25 millimetri, e il piede posteriore è lungo 31-48 millimetri. Queste specie differiscono notevolmente nell'aspetto esterno dagli altri scoiattoli di terra; la loro colorazione in particolare è alquanto caratteristica. La pelliccia del dorso va dal rosso-brunastro chiaro a quello brillante. In tutte e tre le specie, due strisce bianco-crema, una per lato, corrono dall'orecchio al dorso, separate da una striscia marrone. Sotto ciascuna striscia si trova una linea che va dal marrone scuro al nero, mentre il resto dei fianchi va dal color sabbia al grigio. La testa e la parte anteriore del corpo vanno dall'arancione al marrone dorato e quindi risaltano notevolmente rispetto al resto del corpo. La pelliccia è più lunga e meno lucida rispetto a quella di altri Marmotini. Le femmine di Callospermophilus hanno da quattro a cinque paia di capezzoli.
Le specie di Callospermophilus differiscono dai citelli antilope (Ammospermophilus), di colore simile, principalmente per le linee nere del dorso, la presenza di una macchia chiara sull'orecchio, il colore brillante della parte anteriore del corpo e le dimensioni.
Il cranio corrisponde in linea di massima a quello di altri citelli dal muso moderato. I molari sono di media grandezza e brachiodontici, il premolare P3 è relativamente piccolo. Gli incisivi sono verticali (ortodontici) o leggermente rivolti all'indietro (ofistodontici) con radici relativamente lunghe e strette.

## Distribuzione e habitat

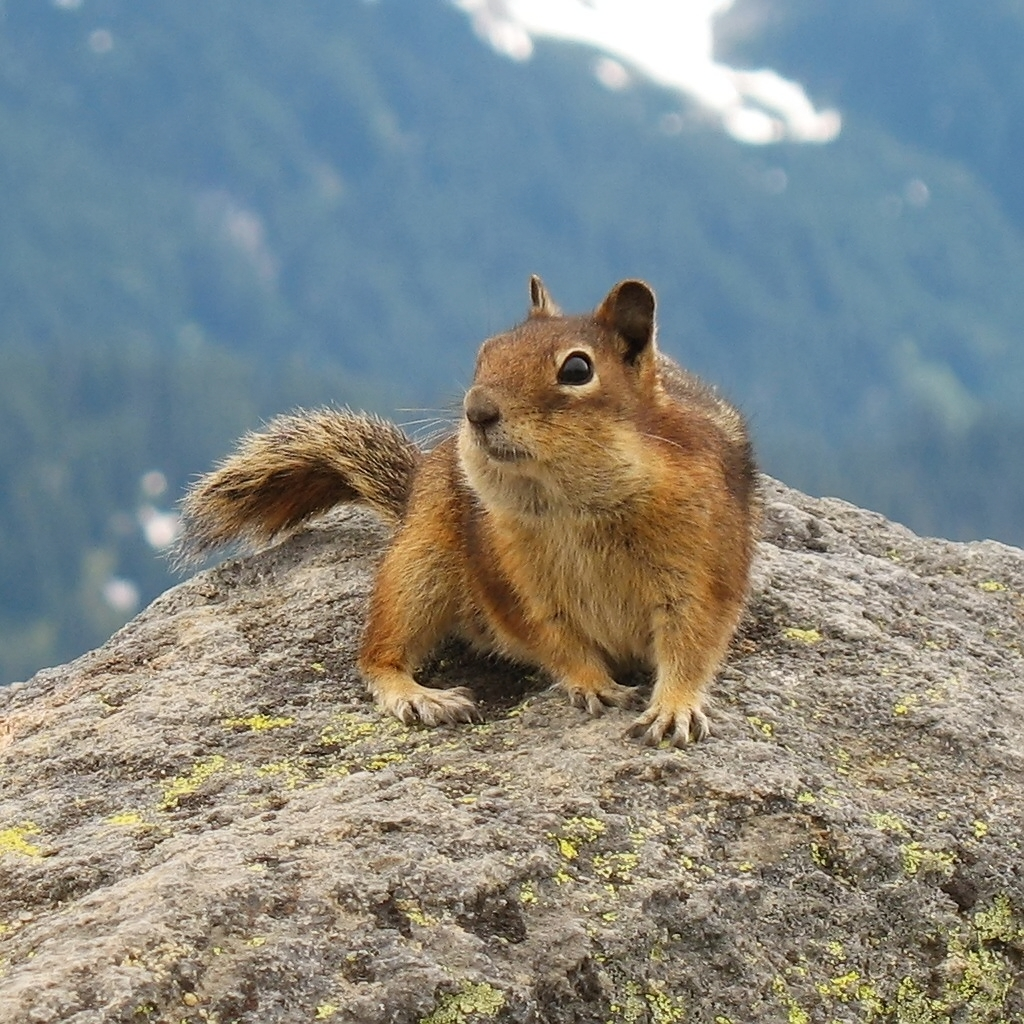
Citello dal mantello dorato delle Cascate (Callospermophilus saturatus).

Il genere Callospermophilus è diffuso in Nordamerica dal Canada sud-occidentale al Messico centrale, ma gli areali delle singole specie non si sovrappongono (distribuzione allopatrica). La distribuzione altitudinale va da 1000 a 4000 metri.
- L'areale del citello della Sierra Madre è limitato alle regioni di alta montagna superiori ai 3000 metri degli stati messicani di Chihuahua e Durango.
- Il citello dal mantello dorato delle Cascate è diffuso sulla Catena delle Cascate nel nord-ovest del Nordamerica, dalla Columbia Britannica nel sud-ovest del Canada al fiume Columbia nello stato di Washington.
- Il citello dal mantello dorato è presente, con numerose sottospecie, in un'area che va dalle Montagne Rocciose canadesi al sud di Nuovo Messico, California e Nevada.

## Biologia
Le specie di questo genere vivono principalmente nelle zone ricoperte da pascoli di montagna e negli habitat circostanti. Sono onnivore e si nutrono principalmente di semi, foglie, funghi e frutti, nonché di insetti, piccoli mammiferi, uova e nidiacei. Di solito conducono vita solitaria, ma possono vivere anche in piccoli gruppi nei pressi di fonti di cibo ricche. Sono animali diurni e trascorrono l'inverno in letargo.

## Tassonomia
|  | Notocitellus                        |
|  |                                     |
|  | Citelli antilope (Ammospermophilus) |
|  |                                     |

|  | Otospermophilus   |
|  |                   |
|  | Callospermophilus |
|  |                   |

|  | Citello di Franklin (Poliocitellus franklinii)                                     |
|  |                                                                                    |
|  | \| \| Cani della prateria (Cynomys) \| \| \| \| \| \| Xerospermophilus \| \| \| \| |
|  |                                                                                    |
|  | Cani della prateria (Cynomys)                                                      |
|  |                                                                                    |
|  | Xerospermophilus                                                                   |
|  |                                                                                    |

|  | Cani della prateria (Cynomys) |
|  |                               |
|  | Xerospermophilus              |
|  |                               |

|  | Citello di Franklin (Poliocitellus franklinii)                                     |
|  |                                                                                    |
|  | \| \| Cani della prateria (Cynomys) \| \| \| \| \| \| Xerospermophilus \| \| \| \| |
|  |                                                                                    |
|  | Cani della prateria (Cynomys)                                                      |
|  |                                                                                    |
|  | Xerospermophilus                                                                   |
|  |                                                                                    |

|  | Cani della prateria (Cynomys) |
|  |                               |
|  | Xerospermophilus              |
|  |                               |

|  | Citello di Franklin (Poliocitellus franklinii)                                     |
|  |                                                                                    |
|  | \| \| Cani della prateria (Cynomys) \| \| \| \| \| \| Xerospermophilus \| \| \| \| |
|  |                                                                                    |
|  | Cani della prateria (Cynomys)                                                      |
|  |                                                                                    |
|  | Xerospermophilus                                                                   |
|  |                                                                                    |

|  | Cani della prateria (Cynomys) |
|  |                               |
|  | Xerospermophilus              |
|  |                               |

|  | Citello di Franklin (Poliocitellus franklinii)                                     |
|  |                                                                                    |
|  | \| \| Cani della prateria (Cynomys) \| \| \| \| \| \| Xerospermophilus \| \| \| \| |
|  |                                                                                    |
|  | Cani della prateria (Cynomys)                                                      |
|  |                                                                                    |
|  | Xerospermophilus                                                                   |
|  |                                                                                    |

|  | Cani della prateria (Cynomys) |
|  |                               |
|  | Xerospermophilus              |
|  |                               |

|  | Citello di Franklin (Poliocitellus franklinii)                                     |
|  |                                                                                    |
|  | \| \| Cani della prateria (Cynomys) \| \| \| \| \| \| Xerospermophilus \| \| \| \| |
|  |                                                                                    |
|  | Cani della prateria (Cynomys)                                                      |
|  |                                                                                    |
|  | Xerospermophilus                                                                   |
|  |                                                                                    |

|  | Cani della prateria (Cynomys) |
|  |                               |
|  | Xerospermophilus              |
|  |                               |

|  | Citello di Franklin (Poliocitellus franklinii)                                     |
|  |                                                                                    |
|  | \| \| Cani della prateria (Cynomys) \| \| \| \| \| \| Xerospermophilus \| \| \| \| |
|  |                                                                                    |
|  | Cani della prateria (Cynomys)                                                      |
|  |                                                                                    |
|  | Xerospermophilus                                                                   |
|  |                                                                                    |

|  | Cani della prateria (Cynomys) |
|  |                               |
|  | Xerospermophilus              |
|  |                               |

|  | Citello di Franklin (Poliocitellus franklinii)                                     |
|  |                                                                                    |
|  | \| \| Cani della prateria (Cynomys) \| \| \| \| \| \| Xerospermophilus \| \| \| \| |
|  |                                                                                    |
|  | Cani della prateria (Cynomys)                                                      |
|  |                                                                                    |
|  | Xerospermophilus                                                                   |
|  |                                                                                    |

|  | Cani della prateria (Cynomys) |
|  |                               |
|  | Xerospermophilus              |
|  |                               |

|  | Citello di Franklin (Poliocitellus franklinii)                                     |
|  |                                                                                    |
|  | \| \| Cani della prateria (Cynomys) \| \| \| \| \| \| Xerospermophilus \| \| \| \| |
|  |                                                                                    |
|  | Cani della prateria (Cynomys)                                                      |
|  |                                                                                    |
|  | Xerospermophilus                                                                   |
|  |                                                                                    |

|  | Cani della prateria (Cynomys) |
|  |                               |
|  | Xerospermophilus              |
|  |                               |

|  | Citello di Franklin (Poliocitellus franklinii)                                     |
|  |                                                                                    |
|  | \| \| Cani della prateria (Cynomys) \| \| \| \| \| \| Xerospermophilus \| \| \| \| |
|  |                                                                                    |
|  | Cani della prateria (Cynomys)                                                      |
|  |                                                                                    |
|  | Xerospermophilus                                                                   |
|  |                                                                                    |

|  | Cani della prateria (Cynomys) |
|  |                               |
|  | Xerospermophilus              |
|  |                               |

|  | Citello di Franklin (Poliocitellus franklinii)                                     |
|  |                                                                                    |
|  | \| \| Cani della prateria (Cynomys) \| \| \| \| \| \| Xerospermophilus \| \| \| \| |
|  |                                                                                    |
|  | Cani della prateria (Cynomys)                                                      |
|  |                                                                                    |
|  | Xerospermophilus                                                                   |
|  |                                                                                    |

|  | Cani della prateria (Cynomys) |
|  |                               |
|  | Xerospermophilus              |
|  |                               |

|  | Citello di Franklin (Poliocitellus franklinii)                                     |
|  |                                                                                    |
|  | \| \| Cani della prateria (Cynomys) \| \| \| \| \| \| Xerospermophilus \| \| \| \| |
|  |                                                                                    |
|  | Cani della prateria (Cynomys)                                                      |
|  |                                                                                    |
|  | Xerospermophilus                                                                   |
|  |                                                                                    |

|  | Cani della prateria (Cynomys) |
|  |                               |
|  | Xerospermophilus              |
|  |                               |

|  | Citello di Franklin (Poliocitellus franklinii)                                     |
|  |                                                                                    |
|  | \| \| Cani della prateria (Cynomys) \| \| \| \| \| \| Xerospermophilus \| \| \| \| |
|  |                                                                                    |
|  | Cani della prateria (Cynomys)                                                      |
|  |                                                                                    |
|  | Xerospermophilus                                                                   |
|  |                                                                                    |

|  | Cani della prateria (Cynomys) |
|  |                               |
|  | Xerospermophilus              |
|  |                               |

|  | Citello di Franklin (Poliocitellus franklinii)                                     |
|  |                                                                                    |
|  | \| \| Cani della prateria (Cynomys) \| \| \| \| \| \| Xerospermophilus \| \| \| \| |
|  |                                                                                    |
|  | Cani della prateria (Cynomys)                                                      |
|  |                                                                                    |
|  | Xerospermophilus                                                                   |
|  |                                                                                    |

|  | Cani della prateria (Cynomys) |
|  |                               |
|  | Xerospermophilus              |
|  |                               |

|  | Citello di Franklin (Poliocitellus franklinii)                                     |
|  |                                                                                    |
|  | \| \| Cani della prateria (Cynomys) \| \| \| \| \| \| Xerospermophilus \| \| \| \| |
|  |                                                                                    |
|  | Cani della prateria (Cynomys)                                                      |
|  |                                                                                    |
|  | Xerospermophilus                                                                   |
|  |                                                                                    |

|  | Cani della prateria (Cynomys) |
|  |                               |
|  | Xerospermophilus              |
|  |                               |

|  | Citello di Franklin (Poliocitellus franklinii)                                     |
|  |                                                                                    |
|  | \| \| Cani della prateria (Cynomys) \| \| \| \| \| \| Xerospermophilus \| \| \| \| |
|  |                                                                                    |
|  | Cani della prateria (Cynomys)                                                      |
|  |                                                                                    |
|  | Xerospermophilus                                                                   |
|  |                                                                                    |

|  | Cani della prateria (Cynomys) |
|  |                               |
|  | Xerospermophilus              |
|  |                               |

|  | Citello di Franklin (Poliocitellus franklinii)                                     |
|  |                                                                                    |
|  | \| \| Cani della prateria (Cynomys) \| \| \| \| \| \| Xerospermophilus \| \| \| \| |
|  |                                                                                    |
|  | Cani della prateria (Cynomys)                                                      |
|  |                                                                                    |
|  | Xerospermophilus                                                                   |
|  |                                                                                    |

|  | Cani della prateria (Cynomys) |
|  |                               |
|  | Xerospermophilus              |
|  |                               |

|  | Otospermophilus   |
|  |                   |
|  | Callospermophilus |
|  |                   |

|  | Citello di Franklin (Poliocitellus franklinii)                                     |
|  |                                                                                    |
|  | \| \| Cani della prateria (Cynomys) \| \| \| \| \| \| Xerospermophilus \| \| \| \| |
|  |                                                                                    |
|  | Cani della prateria (Cynomys)                                                      |
|  |                                                                                    |
|  | Xerospermophilus                                                                   |
|  |                                                                                    |

|  | Cani della prateria (Cynomys) |
|  |                               |
|  | Xerospermophilus              |
|  |                               |

|  | Citello di Franklin (Poliocitellus franklinii)                                     |
|  |                                                                                    |
|  | \| \| Cani della prateria (Cynomys) \| \| \| \| \| \| Xerospermophilus \| \| \| \| |
|  |                                                                                    |
|  | Cani della prateria (Cynomys)                                                      |
|  |                                                                                    |
|  | Xerospermophilus                                                                   |
|  |                                                                                    |

|  | Cani della prateria (Cynomys) |
|  |                               |
|  | Xerospermophilus              |
|  |                               |

|  | Citello di Franklin (Poliocitellus franklinii)                                     |
|  |                                                                                    |
|  | \| \| Cani della prateria (Cynomys) \| \| \| \| \| \| Xerospermophilus \| \| \| \| |
|  |                                                                                    |
|  | Cani della prateria (Cynomys)                                                      |
|  |                                                                                    |
|  | Xerospermophilus                                                                   |
|  |                                                                                    |

|  | Cani della prateria (Cynomys) |
|  |                               |
|  | Xerospermophilus              |
|  |                               |

|  | Citello di Franklin (Poliocitellus franklinii)                                     |
|  |                                                                                    |
|  | \| \| Cani della prateria (Cynomys) \| \| \| \| \| \| Xerospermophilus \| \| \| \| |
|  |                                                                                    |
|  | Cani della prateria (Cynomys)                                                      |
|  |                                                                                    |
|  | Xerospermophilus                                                                   |
|  |                                                                                    |

|  | Cani della prateria (Cynomys) |
|  |                               |
|  | Xerospermophilus              |
|  |                               |

|  | Citello di Franklin (Poliocitellus franklinii)                                     |
|  |                                                                                    |
|  | \| \| Cani della prateria (Cynomys) \| \| \| \| \| \| Xerospermophilus \| \| \| \| |
|  |                                                                                    |
|  | Cani della prateria (Cynomys)                                                      |
|  |                                                                                    |
|  | Xerospermophilus                                                                   |
|  |                                                                                    |

|  | Cani della prateria (Cynomys) |
|  |                               |
|  | Xerospermophilus              |
|  |                               |

|  | Citello di Franklin (Poliocitellus franklinii)                                     |
|  |                                                                                    |
|  | \| \| Cani della prateria (Cynomys) \| \| \| \| \| \| Xerospermophilus \| \| \| \| |
|  |                                                                                    |
|  | Cani della prateria (Cynomys)                                                      |
|  |                                                                                    |
|  | Xerospermophilus                                                                   |
|  |                                                                                    |

|  | Cani della prateria (Cynomys) |
|  |                               |
|  | Xerospermophilus              |
|  |                               |

|  | Citello di Franklin (Poliocitellus franklinii)                                     |
|  |                                                                                    |
|  | \| \| Cani della prateria (Cynomys) \| \| \| \| \| \| Xerospermophilus \| \| \| \| |
|  |                                                                                    |
|  | Cani della prateria (Cynomys)                                                      |
|  |                                                                                    |
|  | Xerospermophilus                                                                   |
|  |                                                                                    |

|  | Cani della prateria (Cynomys) |
|  |                               |
|  | Xerospermophilus              |
|  |                               |

|  | Citello di Franklin (Poliocitellus franklinii)                                     |
|  |                                                                                    |
|  | \| \| Cani della prateria (Cynomys) \| \| \| \| \| \| Xerospermophilus \| \| \| \| |
|  |                                                                                    |
|  | Cani della prateria (Cynomys)                                                      |
|  |                                                                                    |
|  | Xerospermophilus                                                                   |
|  |                                                                                    |

|  | Cani della prateria (Cynomys) |
|  |                               |
|  | Xerospermophilus              |
|  |                               |

|  | Citello di Franklin (Poliocitellus franklinii)                                     |
|  |                                                                                    |
|  | \| \| Cani della prateria (Cynomys) \| \| \| \| \| \| Xerospermophilus \| \| \| \| |
|  |                                                                                    |
|  | Cani della prateria (Cynomys)                                                      |
|  |                                                                                    |
|  | Xerospermophilus                                                                   |
|  |                                                                                    |

|  | Cani della prateria (Cynomys) |
|  |                               |
|  | Xerospermophilus              |
|  |                               |

|  | Citello di Franklin (Poliocitellus franklinii)                                     |
|  |                                                                                    |
|  | \| \| Cani della prateria (Cynomys) \| \| \| \| \| \| Xerospermophilus \| \| \| \| |
|  |                                                                                    |
|  | Cani della prateria (Cynomys)                                                      |
|  |                                                                                    |
|  | Xerospermophilus                                                                   |
|  |                                                                                    |

|  | Cani della prateria (Cynomys) |
|  |                               |
|  | Xerospermophilus              |
|  |                               |

|  | Citello di Franklin (Poliocitellus franklinii)                                     |
|  |                                                                                    |
|  | \| \| Cani della prateria (Cynomys) \| \| \| \| \| \| Xerospermophilus \| \| \| \| |
|  |                                                                                    |
|  | Cani della prateria (Cynomys)                                                      |
|  |                                                                                    |
|  | Xerospermophilus                                                                   |
|  |                                                                                    |

|  | Cani della prateria (Cynomys) |
|  |                               |
|  | Xerospermophilus              |
|  |                               |

|  | Citello di Franklin (Poliocitellus franklinii)                                     |
|  |                                                                                    |
|  | \| \| Cani della prateria (Cynomys) \| \| \| \| \| \| Xerospermophilus \| \| \| \| |
|  |                                                                                    |
|  | Cani della prateria (Cynomys)                                                      |
|  |                                                                                    |
|  | Xerospermophilus                                                                   |
|  |                                                                                    |

|  | Cani della prateria (Cynomys) |
|  |                               |
|  | Xerospermophilus              |
|  |                               |

|  | Citello di Franklin (Poliocitellus franklinii)                                     |
|  |                                                                                    |
|  | \| \| Cani della prateria (Cynomys) \| \| \| \| \| \| Xerospermophilus \| \| \| \| |
|  |                                                                                    |
|  | Cani della prateria (Cynomys)                                                      |
|  |                                                                                    |
|  | Xerospermophilus                                                                   |
|  |                                                                                    |

|  | Cani della prateria (Cynomys) |
|  |                               |
|  | Xerospermophilus              |
|  |                               |

|  | Citello di Franklin (Poliocitellus franklinii)                                     |
|  |                                                                                    |
|  | \| \| Cani della prateria (Cynomys) \| \| \| \| \| \| Xerospermophilus \| \| \| \| |
|  |                                                                                    |
|  | Cani della prateria (Cynomys)                                                      |
|  |                                                                                    |
|  | Xerospermophilus                                                                   |
|  |                                                                                    |

|  | Cani della prateria (Cynomys) |
|  |                               |
|  | Xerospermophilus              |
|  |                               |

|  | Citello di Franklin (Poliocitellus franklinii)                                     |
|  |                                                                                    |
|  | \| \| Cani della prateria (Cynomys) \| \| \| \| \| \| Xerospermophilus \| \| \| \| |
|  |                                                                                    |
|  | Cani della prateria (Cynomys)                                                      |
|  |                                                                                    |
|  | Xerospermophilus                                                                   |
|  |                                                                                    |

|  | Cani della prateria (Cynomys) |
|  |                               |
|  | Xerospermophilus              |
|  |                               |

|  | Citello di Franklin (Poliocitellus franklinii)                                     |
|  |                                                                                    |
|  | \| \| Cani della prateria (Cynomys) \| \| \| \| \| \| Xerospermophilus \| \| \| \| |
|  |                                                                                    |
|  | Cani della prateria (Cynomys)                                                      |
|  |                                                                                    |
|  | Xerospermophilus                                                                   |
|  |                                                                                    |

|  | Cani della prateria (Cynomys) |
|  |                               |
|  | Xerospermophilus              |
|  |                               |

|  | Notocitellus                        |
|  |                                     |
|  | Citelli antilope (Ammospermophilus) |
|  |                                     |

|  | Otospermophilus   |
|  |                   |
|  | Callospermophilus |
|  |                   |

|  | Citello di Franklin (Poliocitellus franklinii)                                     |
|  |                                                                                    |
|  | \| \| Cani della prateria (Cynomys) \| \| \| \| \| \| Xerospermophilus \| \| \| \| |
|  |                                                                                    |
|  | Cani della prateria (Cynomys)                                                      |
|  |                                                                                    |
|  | Xerospermophilus                                                                   |
|  |                                                                                    |

|  | Cani della prateria (Cynomys) |
|  |                               |
|  | Xerospermophilus              |
|  |                               |

|  | Citello di Franklin (Poliocitellus franklinii)                                     |
|  |                                                                                    |
|  | \| \| Cani della prateria (Cynomys) \| \| \| \| \| \| Xerospermophilus \| \| \| \| |
|  |                                                                                    |
|  | Cani della prateria (Cynomys)                                                      |
|  |                                                                                    |
|  | Xerospermophilus                                                                   |
|  |                                                                                    |

|  | Cani della prateria (Cynomys) |
|  |                               |
|  | Xerospermophilus              |
|  |                               |

|  | Citello di Franklin (Poliocitellus franklinii)                                     |
|  |                                                                                    |
|  | \| \| Cani della prateria (Cynomys) \| \| \| \| \| \| Xerospermophilus \| \| \| \| |
|  |                                                                                    |
|  | Cani della prateria (Cynomys)                                                      |
|  |                                                                                    |
|  | Xerospermophilus                                                                   |
|  |                                                                                    |

|  | Cani della prateria (Cynomys) |
|  |                               |
|  | Xerospermophilus              |
|  |                               |

|  | Citello di Franklin (Poliocitellus franklinii)                                     |
|  |                                                                                    |
|  | \| \| Cani della prateria (Cynomys) \| \| \| \| \| \| Xerospermophilus \| \| \| \| |
|  |                                                                                    |
|  | Cani della prateria (Cynomys)                                                      |
|  |                                                                                    |
|  | Xerospermophilus                                                                   |
|  |                                                                                    |

|  | Cani della prateria (Cynomys) |
|  |                               |
|  | Xerospermophilus              |
|  |                               |

|  | Citello di Franklin (Poliocitellus franklinii)                                     |
|  |                                                                                    |
|  | \| \| Cani della prateria (Cynomys) \| \| \| \| \| \| Xerospermophilus \| \| \| \| |
|  |                                                                                    |
|  | Cani della prateria (Cynomys)                                                      |
|  |                                                                                    |
|  | Xerospermophilus                                                                   |
|  |                                                                                    |

|  | Cani della prateria (Cynomys) |
|  |                               |
|  | Xerospermophilus              |
|  |                               |

|  | Citello di Franklin (Poliocitellus franklinii)                                     |
|  |                                                                                    |
|  | \| \| Cani della prateria (Cynomys) \| \| \| \| \| \| Xerospermophilus \| \| \| \| |
|  |                                                                                    |
|  | Cani della prateria (Cynomys)                                                      |
|  |                                                                                    |
|  | Xerospermophilus                                                                   |
|  |                                                                                    |

|  | Cani della prateria (Cynomys) |
|  |                               |
|  | Xerospermophilus              |
|  |                               |

|  | Citello di Franklin (Poliocitellus franklinii)                                     |
|  |                                                                                    |
|  | \| \| Cani della prateria (Cynomys) \| \| \| \| \| \| Xerospermophilus \| \| \| \| |
|  |                                                                                    |
|  | Cani della prateria (Cynomys)                                                      |
|  |                                                                                    |
|  | Xerospermophilus                                                                   |
|  |                                                                                    |

|  | Cani della prateria (Cynomys) |
|  |                               |
|  | Xerospermophilus              |
|  |                               |

|  | Citello di Franklin (Poliocitellus franklinii)                                     |
|  |                                                                                    |
|  | \| \| Cani della prateria (Cynomys) \| \| \| \| \| \| Xerospermophilus \| \| \| \| |
|  |                                                                                    |
|  | Cani della prateria (Cynomys)                                                      |
|  |                                                                                    |
|  | Xerospermophilus                                                                   |
|  |                                                                                    |

|  | Cani della prateria (Cynomys) |
|  |                               |
|  | Xerospermophilus              |
|  |                               |

|  | Citello di Franklin (Poliocitellus franklinii)                                     |
|  |                                                                                    |
|  | \| \| Cani della prateria (Cynomys) \| \| \| \| \| \| Xerospermophilus \| \| \| \| |
|  |                                                                                    |
|  | Cani della prateria (Cynomys)                                                      |
|  |                                                                                    |
|  | Xerospermophilus                                                                   |
|  |                                                                                    |

|  | Cani della prateria (Cynomys) |
|  |                               |
|  | Xerospermophilus              |
|  |                               |

|  | Citello di Franklin (Poliocitellus franklinii)                                     |
|  |                                                                                    |
|  | \| \| Cani della prateria (Cynomys) \| \| \| \| \| \| Xerospermophilus \| \| \| \| |
|  |                                                                                    |
|  | Cani della prateria (Cynomys)                                                      |
|  |                                                                                    |
|  | Xerospermophilus                                                                   |
|  |                                                                                    |

|  | Cani della prateria (Cynomys) |
|  |                               |
|  | Xerospermophilus              |
|  |                               |

|  | Citello di Franklin (Poliocitellus franklinii)                                     |
|  |                                                                                    |
|  | \| \| Cani della prateria (Cynomys) \| \| \| \| \| \| Xerospermophilus \| \| \| \| |
|  |                                                                                    |
|  | Cani della prateria (Cynomys)                                                      |
|  |                                                                                    |
|  | Xerospermophilus                                                                   |
|  |                                                                                    |

|  | Cani della prateria (Cynomys) |
|  |                               |
|  | Xerospermophilus              |
|  |                               |

|  | Citello di Franklin (Poliocitellus franklinii)                                     |
|  |                                                                                    |
|  | \| \| Cani della prateria (Cynomys) \| \| \| \| \| \| Xerospermophilus \| \| \| \| |
|  |                                                                                    |
|  | Cani della prateria (Cynomys)                                                      |
|  |                                                                                    |
|  | Xerospermophilus                                                                   |
|  |                                                                                    |

|  | Cani della prateria (Cynomys) |
|  |                               |
|  | Xerospermophilus              |
|  |                               |

|  | Citello di Franklin (Poliocitellus franklinii)                                     |
|  |                                                                                    |
|  | \| \| Cani della prateria (Cynomys) \| \| \| \| \| \| Xerospermophilus \| \| \| \| |
|  |                                                                                    |
|  | Cani della prateria (Cynomys)                                                      |
|  |                                                                                    |
|  | Xerospermophilus                                                                   |
|  |                                                                                    |

|  | Cani della prateria (Cynomys) |
|  |                               |
|  | Xerospermophilus              |
|  |                               |

|  | Citello di Franklin (Poliocitellus franklinii)                                     |
|  |                                                                                    |
|  | \| \| Cani della prateria (Cynomys) \| \| \| \| \| \| Xerospermophilus \| \| \| \| |
|  |                                                                                    |
|  | Cani della prateria (Cynomys)                                                      |
|  |                                                                                    |
|  | Xerospermophilus                                                                   |
|  |                                                                                    |

|  | Cani della prateria (Cynomys) |
|  |                               |
|  | Xerospermophilus              |
|  |                               |

|  | Citello di Franklin (Poliocitellus franklinii)                                     |
|  |                                                                                    |
|  | \| \| Cani della prateria (Cynomys) \| \| \| \| \| \| Xerospermophilus \| \| \| \| |
|  |                                                                                    |
|  | Cani della prateria (Cynomys)                                                      |
|  |                                                                                    |
|  | Xerospermophilus                                                                   |
|  |                                                                                    |

|  | Cani della prateria (Cynomys) |
|  |                               |
|  | Xerospermophilus              |
|  |                               |

|  | Citello di Franklin (Poliocitellus franklinii)                                     |
|  |                                                                                    |
|  | \| \| Cani della prateria (Cynomys) \| \| \| \| \| \| Xerospermophilus \| \| \| \| |
|  |                                                                                    |
|  | Cani della prateria (Cynomys)                                                      |
|  |                                                                                    |
|  | Xerospermophilus                                                                   |
|  |                                                                                    |

|  | Cani della prateria (Cynomys) |
|  |                               |
|  | Xerospermophilus              |
|  |                               |

|  | Otospermophilus   |
|  |                   |
|  | Callospermophilus |
|  |                   |

|  | Citello di Franklin (Poliocitellus franklinii)                                     |
|  |                                                                                    |
|  | \| \| Cani della prateria (Cynomys) \| \| \| \| \| \| Xerospermophilus \| \| \| \| |
|  |                                                                                    |
|  | Cani della prateria (Cynomys)                                                      |
|  |                                                                                    |
|  | Xerospermophilus                                                                   |
|  |                                                                                    |

|  | Cani della prateria (Cynomys) |
|  |                               |
|  | Xerospermophilus              |
|  |                               |

|  | Citello di Franklin (Poliocitellus franklinii)                                     |
|  |                                                                                    |
|  | \| \| Cani della prateria (Cynomys) \| \| \| \| \| \| Xerospermophilus \| \| \| \| |
|  |                                                                                    |
|  | Cani della prateria (Cynomys)                                                      |
|  |                                                                                    |
|  | Xerospermophilus                                                                   |
|  |                                                                                    |

|  | Cani della prateria (Cynomys) |
|  |                               |
|  | Xerospermophilus              |
|  |                               |

|  | Citello di Franklin (Poliocitellus franklinii)                                     |
|  |                                                                                    |
|  | \| \| Cani della prateria (Cynomys) \| \| \| \| \| \| Xerospermophilus \| \| \| \| |
|  |                                                                                    |
|  | Cani della prateria (Cynomys)                                                      |
|  |                                                                                    |
|  | Xerospermophilus                                                                   |
|  |                                                                                    |

|  | Cani della prateria (Cynomys) |
|  |                               |
|  | Xerospermophilus              |
|  |                               |

|  | Citello di Franklin (Poliocitellus franklinii)                                     |
|  |                                                                                    |
|  | \| \| Cani della prateria (Cynomys) \| \| \| \| \| \| Xerospermophilus \| \| \| \| |
|  |                                                                                    |
|  | Cani della prateria (Cynomys)                                                      |
|  |                                                                                    |
|  | Xerospermophilus                                                                   |
|  |                                                                                    |

|  | Cani della prateria (Cynomys) |
|  |                               |
|  | Xerospermophilus              |
|  |                               |

|  | Citello di Franklin (Poliocitellus franklinii)                                     |
|  |                                                                                    |
|  | \| \| Cani della prateria (Cynomys) \| \| \| \| \| \| Xerospermophilus \| \| \| \| |
|  |                                                                                    |
|  | Cani della prateria (Cynomys)                                                      |
|  |                                                                                    |
|  | Xerospermophilus                                                                   |
|  |                                                                                    |

|  | Cani della prateria (Cynomys) |
|  |                               |
|  | Xerospermophilus              |
|  |                               |

|  | Citello di Franklin (Poliocitellus franklinii)                                     |
|  |                                                                                    |
|  | \| \| Cani della prateria (Cynomys) \| \| \| \| \| \| Xerospermophilus \| \| \| \| |
|  |                                                                                    |
|  | Cani della prateria (Cynomys)                                                      |
|  |                                                                                    |
|  | Xerospermophilus                                                                   |
|  |                                                                                    |

|  | Cani della prateria (Cynomys) |
|  |                               |
|  | Xerospermophilus              |
|  |                               |

|  | Citello di Franklin (Poliocitellus franklinii)                                     |
|  |                                                                                    |
|  | \| \| Cani della prateria (Cynomys) \| \| \| \| \| \| Xerospermophilus \| \| \| \| |
|  |                                                                                    |
|  | Cani della prateria (Cynomys)                                                      |
|  |                                                                                    |
|  | Xerospermophilus                                                                   |
|  |                                                                                    |

|  | Cani della prateria (Cynomys) |
|  |                               |
|  | Xerospermophilus              |
|  |                               |

|  | Citello di Franklin (Poliocitellus franklinii)                                     |
|  |                                                                                    |
|  | \| \| Cani della prateria (Cynomys) \| \| \| \| \| \| Xerospermophilus \| \| \| \| |
|  |                                                                                    |
|  | Cani della prateria (Cynomys)                                                      |
|  |                                                                                    |
|  | Xerospermophilus                                                                   |
|  |                                                                                    |

|  | Cani della prateria (Cynomys) |
|  |                               |
|  | Xerospermophilus              |
|  |                               |

|  | Citello di Franklin (Poliocitellus franklinii)                                     |
|  |                                                                                    |
|  | \| \| Cani della prateria (Cynomys) \| \| \| \| \| \| Xerospermophilus \| \| \| \| |
|  |                                                                                    |
|  | Cani della prateria (Cynomys)                                                      |
|  |                                                                                    |
|  | Xerospermophilus                                                                   |
|  |                                                                                    |

|  | Cani della prateria (Cynomys) |
|  |                               |
|  | Xerospermophilus              |
|  |                               |

|  | Citello di Franklin (Poliocitellus franklinii)                                     |
|  |                                                                                    |
|  | \| \| Cani della prateria (Cynomys) \| \| \| \| \| \| Xerospermophilus \| \| \| \| |
|  |                                                                                    |
|  | Cani della prateria (Cynomys)                                                      |
|  |                                                                                    |
|  | Xerospermophilus                                                                   |
|  |                                                                                    |

|  | Cani della prateria (Cynomys) |
|  |                               |
|  | Xerospermophilus              |
|  |                               |

|  | Citello di Franklin (Poliocitellus franklinii)                                     |
|  |                                                                                    |
|  | \| \| Cani della prateria (Cynomys) \| \| \| \| \| \| Xerospermophilus \| \| \| \| |
|  |                                                                                    |
|  | Cani della prateria (Cynomys)                                                      |
|  |                                                                                    |
|  | Xerospermophilus                                                                   |
|  |                                                                                    |

|  | Cani della prateria (Cynomys) |
|  |                               |
|  | Xerospermophilus              |
|  |                               |

|  | Citello di Franklin (Poliocitellus franklinii)                                     |
|  |                                                                                    |
|  | \| \| Cani della prateria (Cynomys) \| \| \| \| \| \| Xerospermophilus \| \| \| \| |
|  |                                                                                    |
|  | Cani della prateria (Cynomys)                                                      |
|  |                                                                                    |
|  | Xerospermophilus                                                                   |
|  |                                                                                    |

|  | Cani della prateria (Cynomys) |
|  |                               |
|  | Xerospermophilus              |
|  |                               |

|  | Citello di Franklin (Poliocitellus franklinii)                                     |
|  |                                                                                    |
|  | \| \| Cani della prateria (Cynomys) \| \| \| \| \| \| Xerospermophilus \| \| \| \| |
|  |                                                                                    |
|  | Cani della prateria (Cynomys)                                                      |
|  |                                                                                    |
|  | Xerospermophilus                                                                   |
|  |                                                                                    |

|  | Cani della prateria (Cynomys) |
|  |                               |
|  | Xerospermophilus              |
|  |                               |

|  | Citello di Franklin (Poliocitellus franklinii)                                     |
|  |                                                                                    |
|  | \| \| Cani della prateria (Cynomys) \| \| \| \| \| \| Xerospermophilus \| \| \| \| |
|  |                                                                                    |
|  | Cani della prateria (Cynomys)                                                      |
|  |                                                                                    |
|  | Xerospermophilus                                                                   |
|  |                                                                                    |

|  | Cani della prateria (Cynomys) |
|  |                               |
|  | Xerospermophilus              |
|  |                               |

|  | Citello di Franklin (Poliocitellus franklinii)                                     |
|  |                                                                                    |
|  | \| \| Cani della prateria (Cynomys) \| \| \| \| \| \| Xerospermophilus \| \| \| \| |
|  |                                                                                    |
|  | Cani della prateria (Cynomys)                                                      |
|  |                                                                                    |
|  | Xerospermophilus                                                                   |
|  |                                                                                    |

|  | Cani della prateria (Cynomys) |
|  |                               |
|  | Xerospermophilus              |
|  |                               |

|  | Citello di Franklin (Poliocitellus franklinii)                                     |
|  |                                                                                    |
|  | \| \| Cani della prateria (Cynomys) \| \| \| \| \| \| Xerospermophilus \| \| \| \| |
|  |                                                                                    |
|  | Cani della prateria (Cynomys)                                                      |
|  |                                                                                    |
|  | Xerospermophilus                                                                   |
|  |                                                                                    |

|  | Cani della prateria (Cynomys) |
|  |                               |
|  | Xerospermophilus              |
|  |                               |

Callospermophilus è un genere di scoiattoli assegnato alla sottofamiglia degli scoiattoli di terra (Xerinae) e precisamente al gruppo degli scoiattoli di terra veri e propri (Marmotini). Il genere venne descritto per la prima volta da Clinton Hart Merriam nel 1897, con il citello dal mantello dorato come specie tipo. In seguito le specie vennero assegnate al genere dei veri citelli (Spermophilus), insieme ad altri taxa che oggi sono considerati generi, e trattate come un sottogenere.
Nel 2004 uno studio biomolecolare ha confermato Callospermophilus come gruppo monofiletico. È stato anche identificato come sister group del genere Otospermophilus e quindi nuovamente elevato a livello di genere. Il taxon che esso forma congiuntamente con Otospermophilus è separato da tutti i restanti Marmotini ad eccezione dei citelli antilope (Ammospermophilus) e del genere Notocitellus, loro sister group. Le analisi craniometriche hanno riscontrato una corrispondenza di caratteristiche con le specie del genere Ictidomys, attribuita ad uno sviluppo convergente.
Il genere comprende tre specie:
- Callospermophilus lateralis (Say, 1823), il citello dal mantello dorato;
- Callospermophilus madrensis Merriam, 1901, il citello della Sierra Madre;
- Callospermophilus saturatus (Rhoads, 1895), il citello dal mantello dorato delle Cascate.

Il nome Callospermophilus deriva dalle parole greche kallos, «bello», spermatos, «seme», e phileo, «amore», ed è traducibile come «bellissimi amanti dei semi».

## Rapporti con l'uomo
Sia il citello dal mantello dorato che quello dal mantello dorato delle Cascate vengono classificati dall'Unione internazionale per la conservazione della natura (IUCN) come «specie a rischio minimo» (Least Concern). Il citello della Sierra Madre, al contrario, viene classificato come «specie prossima alla minaccia» (Near Threatened) a causa delle ridotte estensioni del suo habitat, limitato alle foreste di pini di altopiano, e ai mutamenti ambientali causati dalla deforestazione.